# 豐杜萊亞

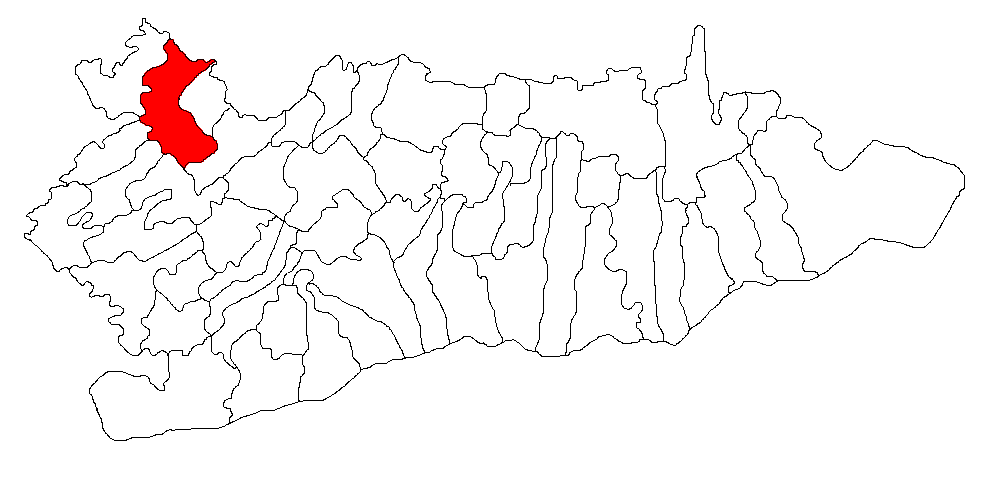

豐杜萊亞是羅馬尼亞的城鎮，位於該國南部，距離首府克勒拉希70公里，由克勒拉希縣負責管轄，面積211平方公里，海拔高度70米，2007年人口6,678，大多數居民信奉東正教。